# آدریان مازیلو
آدریان مازیلو (انگلیسی: Adrian Mazilu؛ زادهٔ ۱۳ سپتامبر ۲۰۰۵) بازیکن فوتبال اهل رومانی است.
از باشگاه‌هایی که در آن بازی کرده‌است می‌توان به باشگاه فوتبال ویتورول کنستانتسا اشاره کرد.
وی همچنین در تیم‌های ملی فوتبال زیر ۱۷ سال رومانی، زیر ۱۸ سال رومانی و زیر ۲۱ سال رومانی بازی کرده‌است.